# Бои за Воронеж (1942)
Бои за Воронеж — название военных действий на южном участке советско-германского фронта в июне-июле 1942 года. С немецкой стороны — часть операции «Блау» (Blau-I). В советской/российской историографии использовалось название Воронежско-Ворошиловградская операция.

## Оперативная обстановка
В конце июня 1942 года, после провала наступления на Харьков советские войска перешли к обороне в следующем составе (с севера на юг):
- Брянский фронт (3-я, 48-я, 13-я и 40-я армии, 2-я воздушная армия) — от Белёва до верховьев реки Сейм. Командующий фронтом генерал-лейтенант Ф. И. Голиков (апрель — июнь 1942 года); генерал-лейтенант Н. Е. Чибисов (7 — 13 июля 1942); генерал-лейтенант К. К. Рокоссовский, 14 июля — 27 сентября 1942;
- Воронежский фронт. Создан 7 июля из 3-й и 6-й резервных армий для отражения наступления на Воронеж, в составе: 40-я армия, 60-я (3-я резервная) армия, 6-я (6-я резервная) армия, 2-я воздушная армия, 4-й танковый корпус, 17-й танковый корпус, 18-й танковый корпус, 24-й танковый корпус; Командующий фронтом — Ф. И. Голиков (с июля 1942 года)
- Юго-Западный фронт (21-я, 28-я, 38-я, 9-я и 57-я армии, 8-я воздушная армия) — от верховьев Сейма до Красного Лимана (юго-восточнее Изюма). Командующий фронтом Маршал Советского Союза С. К. Тимошенко
- Южный фронт (37-я, 12-я, 18-я, 56-я и 24-я армии, 4-я воздушная армия) — от Красного Лимана до Таганрогского залива (восточнее Таганрога). Командующий фронтом генерал-лейтенант Р. Я. Малиновский.

Немецкие войска, овладев стратегической инициативой планировали начать генеральное наступление на юге с целью овладения нефтяными месторождениями Кавказа и Баку. Эта задача возлагалась на группу армий «Юг», которая в ходе операции была разделена на две группы армий:
- Группа армий «Б» (армейская группа «Вейхс» — 2-я, 4-я танковая немецкие и 2-я венгерская армии, 6-я немецкая армия). Командующий генерал-фельдмаршал Федор фон Бок (до 9 июля 1942 года)[a]; Максимилиан фон Вейхс: 9 июля 1942 — 12 февраля 1943.
- Группа армий «А» (1-я танковая и 17-я армии). Командующий генерал-фельдмаршал Вильгельм Лист.

Ошибка Сталина
Несмотря на получение разведданных о готовящемся немецком наступлении на юг и донесения командующего Воронежским фронтом Ф. И. Голикова о повышенной активности на стороне противника, Сталин решил начать наступление силами Воронежского фронта в направлении Орла; подготовку операции было приказано завершить к 4 июля, направление от Белгорода на Воронеж при этом прикрыто не было. Используя эту ошибку Сталина, немцы нанесли удар на Воронеж силами 4-й танковой армии. С севера 4-ю ТА прикрывала 2-я армия. Наступление началось 28 июня и увенчалось впечатляющим успехом.

## Наступление вермахта

Начальный этап операции «Блау» (Blau-1), 28.06.1942 г.

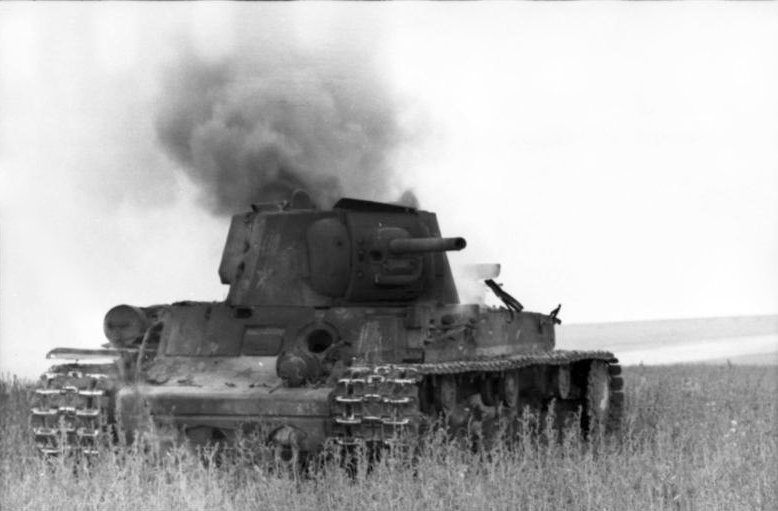
КВ-1, подбитый в боях под Воронежем. Выехавший на поиски своей армии на танке КВ-1, погиб ген.-майор Лизюков.

Немецкое наступление началось 28 июня по двум сходящимся направлениям к востоку от Старого Оскола.
- от Волово: 4-я ТА (Гот), 2-я армия (фон Вейхс) и три венгерские дивизии
- от Волчанска: 6-я армия (Паулюс) и 1 ТА (Клейст)

Целью первого этапа было масштабное окружение противостоящих войск РККА.
Для наступления на Воронеж и далее на Кавказ Гитлер создал временное соединение — группу «Вейхс» под командованием генерал-полковника Максимилиана фон Вейхса. В состав группы, кроме 2-й армии фон Вейхса, вошли: 4-я танковая армия (командующий Герман Гот) и 2-я венгерская (генерал Густав Яни).

### Удар с севера
В 10:00 28 июня на передовые позиции частей Брянского фронта обрушился бомбовый удар; после артобстрела вперед двинулись танки и пехота. Бомбардировщики нанесли удары по тылам фронта вплоть до Дона. К полудню Голиков убедился в начале немецкого наступления, но сведений от авиационной разведки получить не мог.
В это время 24-я т.д. вермахта (ком. генерал-майор Бруно Риттер фон Хауеншильд) сломила оборону двух дивизий РККА и устремилась к реке Кшень, где в это время находились 1-й и 16-й танковые корпуса, выдвинутые Голиковым вечером 28 июня. Продолжая наступление 24-я тд вклинилась в советскую оборону в промежутке между 13-й и 40-й армиями и захватила командный пункт последней; штаб армии успел бежать, бросив грузовики, радиостанцию и другое оборудование. Оказавшись, в конце концов в Касторном, штаб 40-й армии утратил контакт с частями. Для организации действий танковых корпусов в Касторное был направлен заместитель наркома обороны СССР начальник Автобронетанкового управления РККА Я. Н. Федоренко. Ставка продолжала попытки руководить действиями Брянского фронта. Так, в своей телеграмме Сталин напомнил Голикову, что у него имеется более 1000 танков, против 500 немецких и просил «распорядиться ими по человечески», добавив, что все теперь зависит от его, Голикова, умения.
1 июля новый начальник Генштаба Василевский устроил разнос Голикову по поводу неумелого использования танковых корпусов и указал на необходимость подчиняться указаниям Федоренко в этом отношении.
30 июня наступающие части вермахта прошли сквозь позиции 21-й армии на правом фланге Юго-Западного фронта и двинулись к Новому Осколу. Офицеры штаба 40-й армии летали на легких бипланах в попытках обнаружить части армии.
2 июля Голиков был вызван в Воронеж, где ему были подчинены две армии: 6-я и 60-я, которые он расположил к югу и к северу от города. На этом этапе Ставка продолжала посылать войска к Воронежу, пытаясь закрыть 60-километровый разрыв между Брянским и Юго-Западным фронтами. 5-я ТА Лизюкова, находившаяся в это время к югу от Ельца, получила приказ атаковать группу Вейса во фланг. Из Москвы в Воронеж прибыл начальник генштаба Василевский. Однако все попытки задержать продвижение 4-й ТА Гота провалились, несмотря на преимущество советской стороны в танках, в том числе наличие 800 Т-34 и КВ-1. Проблемы Ставки усугублялись наступлением 6-й армии Паулюса в районе Острогожска.

### Удар с юга
30 июня 6-я армия Паулюса начала наступление в полосе Юго-Западного фронта из района Волчанска и прорвала его оборону. Осознав всю опасность немецкого наступления, Сталин и Василевский спешно создали Воронежский фронт под командованием Н. Ф. Ватутина.
2 июля 1942 года войска 21-й армии получили приказ отходить за реку Оскол. Но остававшиеся на её правом фланге 8-я мотострелковая дивизия войск НКВД, 297-я и 301-я стрелковые дивизии потеряли связь со штабом армии. В результате более-менее организованно отойти за реку Оскол удалось только 8-й мотострелковой дивизии войск НКВД
В ночь с 3 на 4 июля немцы форсировали Дон южнее устья реки Воронеж у посёлка Семилуки напротив Воронежа. По приказу начальника Воронежского гарнизона полковника Ивана Егоровича Глатоленкова по тревоге были подняты и вступили в бой 2-й полк учебного центра командного состава Юго-Западного фронта и 2-й запасной кавалерийский полк. Голиков в статье «В боях за Воронеж» вспоминал: «Это были небольшие части. Полки НКВД имели по 500 – 600 человек, вооруженных винтовками и ручными пулемётами, учебный центр был таким же по составу, а вооружен ещё хуже, один его батальон имел только револьверы «наган». Эскадроны кавполка имели на вооружении лишь винтовки и клинки».
К 7 июля глубина прорыва немецких войск в полосе Юго-Западного фронта достигла 300 километров. Противник с севера глубоко охватил войска фронта, что создало опасность их окружения. 7 июля Сталин позвонил Голикову и задал прямой вопрос: сможет ли он удержать Воронеж.

### Попытка контрнаступлений
Для предотвращения дальнейшего продвижения вермахта войскам Брянского и Воронежского фронта было приказано перейти в контрнаступление и отбить междуречье между Воронежем и Доном.
Первое наступление Брянский фронт под командованием генерала H. E. Чибисова начал 8 июля в общем направлении Тербуны (70 км северо-западнее Воронежа), Урицкое, Набережное с задачей уничтожить
группировку противника, прорвавшуюся на восточный берег реки Олым, а затем развивать удар в направлении Волово. В наступлении участвовало несколько танковых, кавалерийских и стрелковых соединений фронта. Однако наступление развития не получило.
Воронежский фронт, которым командовал генерал Ф. И. Голиков, а с 14 июля — генерал Н. Ф. Ватутин, предпринял первую частную операцию 12 июля с ближайшей целью освободить захваченную врагом часть
Воронежа. В операции участвовали войска 60-й армии генерала И. Д. Черняховского и 40-й армии генерала M. M. Попова, но и эта операция успеха не имела. Удалось лишь очистить от гитлеровцев небольшой
район северной части города.
В связи с тем что 60-я армия, наступавшая по левому берегу Дона, выдвинулась и вела затяжные бои на северной окраине Воронежа, а левое крыло Брянского фронта задержалось на правом берегу реки
северо-западнее города, создалась угроза возможного форсирования противником Дона, выхода его на реку Воронеж и окружения войск 60-й армии.
Поэтому Ставка 17 июля потребовала от Брянского фронта начать активные наступательные действия вдоль правого берега Дона на Семилуки (8 км западнее Воронежа) с задачей очистить от противника и занять этот берег до притока Дона — реки Ведуга. Для выполнения поставленной задачи командующий фронтом генерал К. К. Рокоссовский, назначенный на эту должность 14 июля, создал оперативную группу под командованием генерала H. E. Чибисова в составе пяти стрелковых дивизий, стрелковой бригады, двух танковых корпусов и двух отдельных танковых бригад с артиллерийскими и миномётными частями усиления. Оперативная группа в ночь на 18 июля сменила части 5-й танковой армии и, подготовившись к наступлению, 21 июля при поддержке авиации фронта (было проведено около 360 самолёто-вылетов) прорвала
оборону противника. Освободив несколько мелких населенных пунктов, группа, встретив сильное сопротивление противника, не смогла его преодолеть и вынуждена была 24 июля перейти к обороне.
Но по мере развертывания этой контрнаступательной операции становилось ясно, что поставленные задачи не могут быть выполнены. Причинами неудач предпринятых операций явились отсутствие достаточного опыта в подготовке и ведении наступления, а также недооценка врага, в частности характера его обороны, прорыв которой требовал от войск более тщательной подготовки.
В 20-х числах июля немцы перебросили на сталинградское направление свои наиболее боеспособные части с правобережья Дона, заменив их 2-й венгерской армией, занявшей фронт от Воронежа до Павловска, и 8-й итальянской армией, занявшей фронт от Павловска до устья Хопра. При этом уличные бои в самом Воронеже продолжали вести немецкие части.
21 июля соединениями Воронежского фронта в результате контрудара был занят плацдарм на западном берегу Дона у села Урыв-Покровка. Впоследствии он был расширен от села Сторожевого 1-го до Коротояка и вошел в историю Воронежского сражения под названием Сторожевского плацдарма.
Провалился и замысел немецкого командования окружить войска Южного фронта, оборонявшиеся в Донбассе. Войска Южного фронта были отведены за Дон, и к исходу 25 июля они закрепились в его нижнем течении на левом берегу.

Несколько слов о Воронежской операции немцев (выход немецкой армии к р. Дон южнее Воронежа), свидетелем которой я был. Сколько возмутительной бестолковщины, неумения предвидеть события. Противник 4 июля переправил через р. Дон у деревни Малышево (10 км. ю.з. Воронежа) взвод пехоты и закрепился в деревне. Ко мне приезжали в эти дни три зам. комвойсками Брянского фронта, я им сказал: «Я не пророк, но если фронт не примет мер немедленно, чтобы отбросить этот взвод немцев на зап. берег Дона, мы потеряем Воронеж, а возможно, создадим угрозу и Ростову». Эту фразу я повторил им несколько раз и добавил: «Пусть на этом деле погибнет полк, а выбить нужно, ибо завтра немцы подтянут сюда танки и дивизию пехоты на место этого взвода».
Никто, конечно, мер не принял, противник вошел в Воронеж, и вот только 10 июля что-то решили сделать, но уже стало трудно даже одной, двумя дивизиями выбить пр-ка из Воронежа. Готовность артиллерии к этой операции к 19.00 9.7, а приказ я получил в 22.00 9.7. Судите сами, что это будет за операция.
На фронте от г. Воронежа до г. Коротояк напичкали всяких частей и целую неделю не могут разобраться — кто же кому подчинен и кто отвечает за боевой участок. Снабжение войск не наладили. Я получил пять приказов, что мне придается 1-я истреб. бригада, а затем 5-я истреб. бригада, но целую неделю ее отыскивают и нигде найти не могут (генералы из штаба фронта и армии). Полки снимают с участков, не ставя в известность об этом к-ра дивизии, он случайно узнает, что фронт оголен, а противник наводит переправу.
— Из письма командира 141-я стрелковой дивизии Я. Тетушкина Г. Маленкову, по: О. Смыслов. Окопная правда войны; «Вече», 2013

## Тактика вермахта

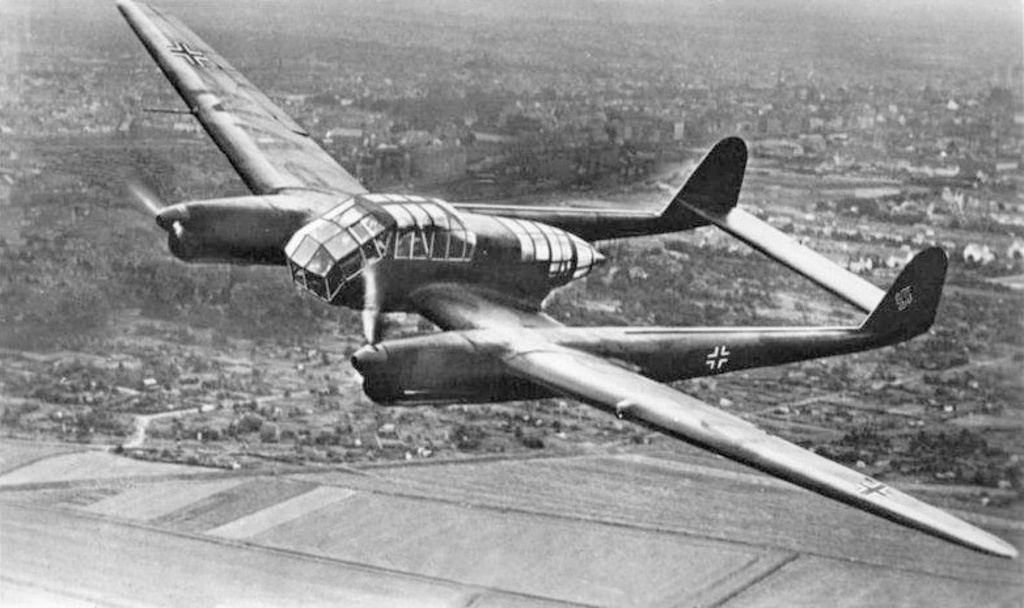
Самолёт-разведчик Focke Wulf Fw189

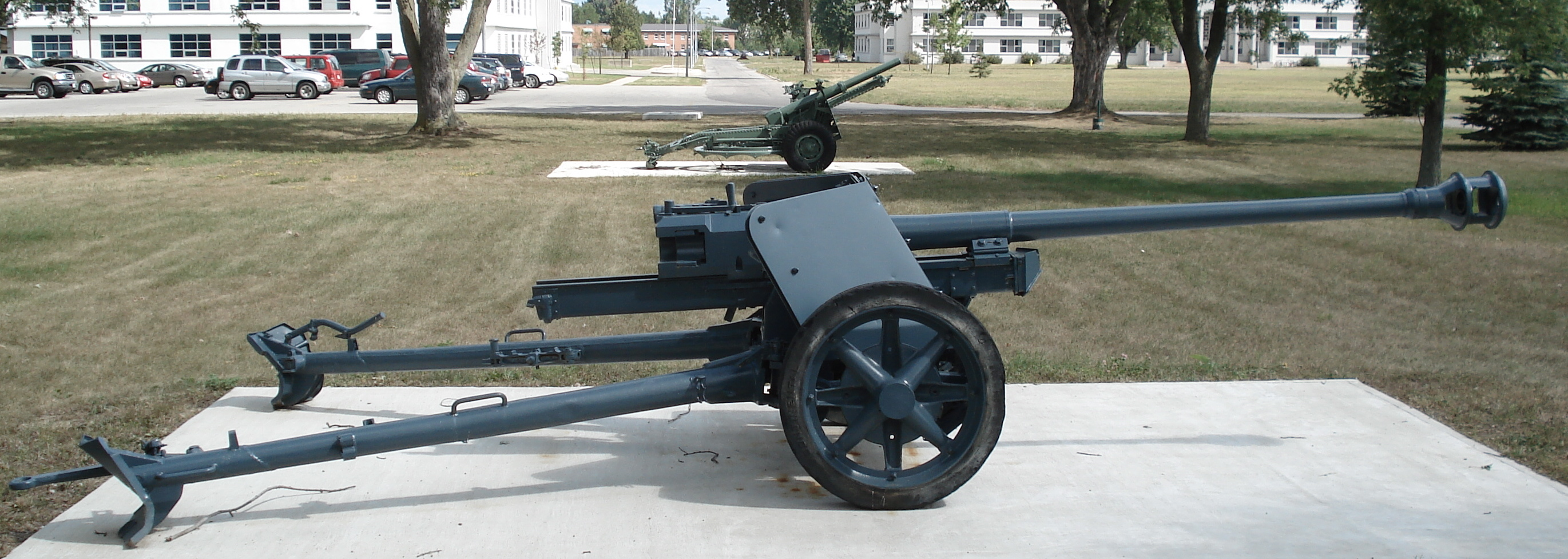
Немецкое 75-мм противотанковое орудие Pak. 40

В наступлении вермахт использовал классическую тактику блицкрига: прорывы танковыми клиньями при поддержке штурмовой авиации с последующим уничтожением или пленением окружённых сил противника. Значительная роль отводилась воздушной разведке. Стратегическую разведку вели высотные самолёты-разведчики «группы Ровеля», тактическую — самолёты-разведчики Focke-Wulf Fw 189 (на илл.) 4-го воздушного флота. В результате, немецкое командование имело подробную оперативную информацию как о передвижениях войск противника, так и о строительстве укреплений и размещении стратегических объектов.
Начиная с апреля 1942 года в войска стали поступать противотанковые пушки Pak-40 калибра 75 мм. (на илл.). Эти орудия уверенно поражали все типы советских танков на типичных дистанциях боя. Используя данные разведки немцы эффективно применяли тактику противотанковых засад, что позволяло уничтожать танковые корпуса РККА силами ПТО, не привлекая собственные танки.

## Результаты
Брянскому и Юго-Западному фронтам было нанесено крупное поражение. Советские войска были вынуждены отойти на 150—400 километров.
Контрудары советских танковых соединений результатов не принесли: семь танковых корпусов, направленных Ставкой на защиту Воронежа были разбиты по частям. Была полностью уничтожена 5-я танковая армия, причем командующий армией генерал-майор Лизюков погиб.
В результате разногласий с Гитлером по вопросу использования танковых сил, фельдмаршал фон Бок был отстранен от командования. Группа армий «Юг» была разделена на две части — «А» и «Б» для наступления на Кавказ и Сталинград, соответственно; командующими были назначены генерал-фельдмаршал Вильгельм Лист (группа «А») и фон Вейхс (группа «Б»).